# أهل المربع (أهل مربع)
أهل المربع هي إحدى مشيخات المملكة المغربية، تتبع جغرافيا لإقليم الفقيه بن صالح وإداريًا لأهل مربع. يقدر عدد سكانها بـ 4952 نسمة حسب الإحصاء الرسمي للسكان والسكنى لسنة 2004.